# Mühlberg/Elbe
För andra betydelser, se Mühlberg.
Mühlberg/Elbe, Mühlberg an der Elbe, är en stad i Tyskland, belägen vid floden Elbe i Landkreis Elbe-Elster i förbundslandet Brandenburg, omkring 60 km nordväst om Dresden och 65 km öster om Leipzig.  Staden ingår sedan den 1 januari 2020 i Verbandsgemeinde Liebenwerda med städerna Bad Liebenwerda, Falkenberg/Elster och Uebigau-Wahrenbrück.
Mühlberg är historiskt känt för Slaget vid Mühlberg 1547, där kejsaren Karl V:s armé under hertigen av Alba besegrade det protestantiska Schmalkaldiska förbundet.

## Geografi
Mühlberg ligger vid floden Elbe, ungefär mitt emellan de närmaste större städerna Torgau och Riesa, i den sydvästra delen av förbundslandet Brandenburg.  Ett omkring 0,5 km² stort område vid brofästet och färjeläget väster om floden utgör den enda delen av Brandenburg som ligger väster om Elbe.

### Administrativ indelning
Stadskommunen Mühlberg/Elbe är amtsfri och indelas administrativt i följande stadsdelar och orter:
- Altenau med Wendisch-Borschütz
- Brottewitz
- Fichtenberg med Borschütz, Gaitzsch und Schweditz
- Kossdorf med Lönnewitz
- Martinskirchen med Altbelgern
- Mühlbergs stadskärna med Köttlitz und Weinberge

## Historia

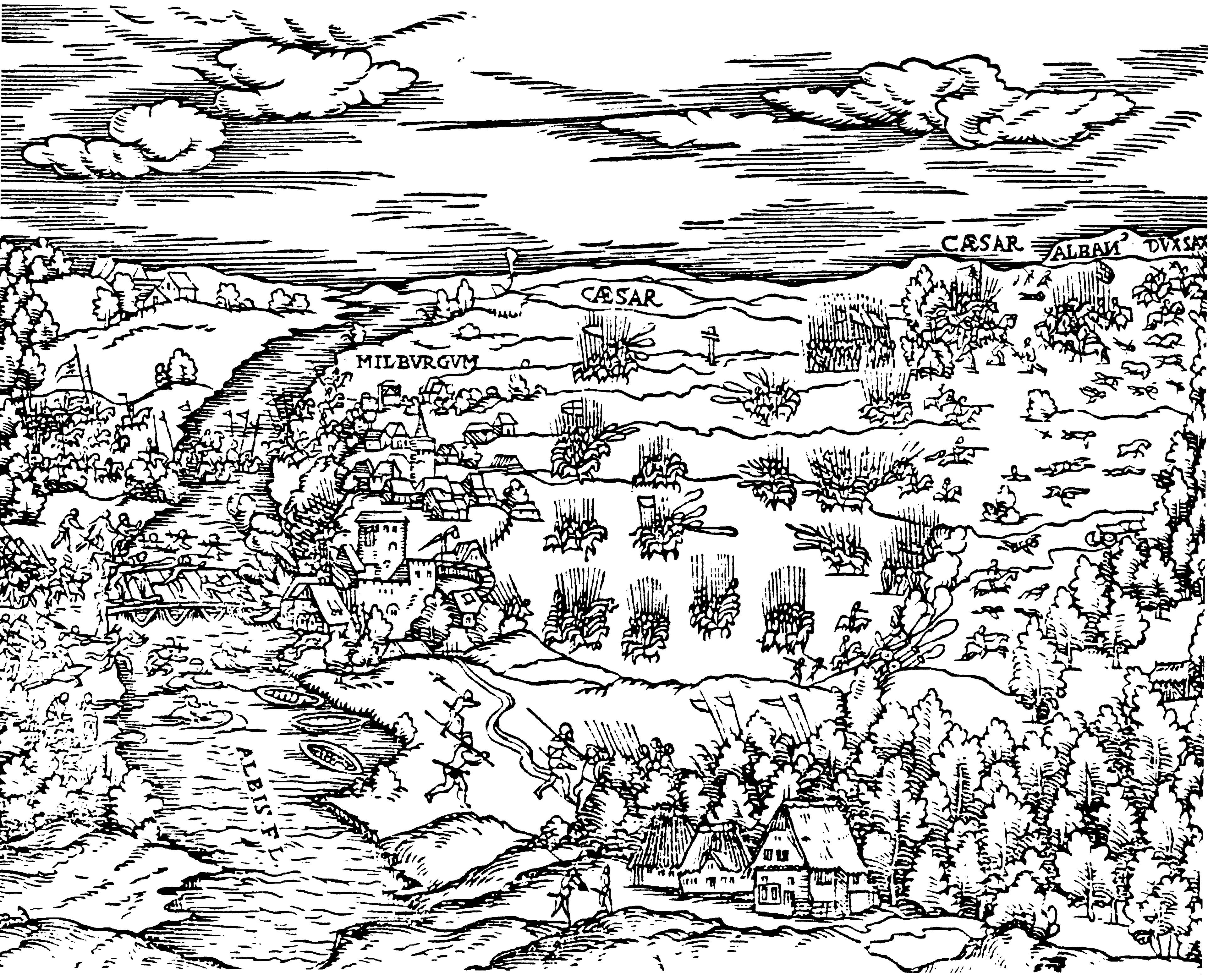
Slaget vid Mühlberg, den äldsta kända avbildningen från 1550 av staden.

Mühlberg omnämns som stad första gången 1230, och hade alltså vid denna tid stadsrättigheter.  Arkeologiska utgrävningar har visat att området dessförinnan beboddes av slaviska invånare från omkring år 600. Staden grundades på en ö i Elbe intill en borg med vallgrav.
År 1547 utkämpades det avgörande Slaget vid Mühlberg i Schmalkaldiska kriget omkring  staden.
Efter Wienkongressen 1815 övergick staden och omkringliggande områden från kurfurstendömet Sachsen till Preussen.  1853 skedde en uträtning av flodens lopp som ledde till att staden inte längre låg direkt vid Elbes strand; istället anlades en hamn i det äldre flodloppet.
Under andra världskriget 1939-1945 låg krigsfånglägret Stalag IV B här, och omkring 3000 fångar dog i lägret under kriget.  Efter kriget användes lägret som Speziallager Nr. 1 för internering av tyska fångar av NKVD, och av omkring 22 000 fångar dog omkring 7000 och begravdes i massgravar.
Orten kom under Östtyskland att under 1949-1952 tillhöra Sachsen-Anhalt, för att sedan bli en del av Bezirk Cottbus åren 1952-1990.  I och med Tysklands återförening 1990 blev staden tillsammans med Bezirk Cottbus del av det nybildade förbundslandet Brandenburg.
Staden fick sina nuvarande administrativa gränser 2002, då fem orter i det tidigare Amt Mühlberg slogs ihop med Mühlberg till en större stadskommun.
Staden drabbades 2002 svårt av högvattnet i Elbe och evakuerades helt under den kritiska fasen. 2010 drabbades staden av en hagelstorm och en tromb som skadade över 300 hus i staden.

## Kultur och sevärdheter
Till ortens mest besökta sevärdheter hör:

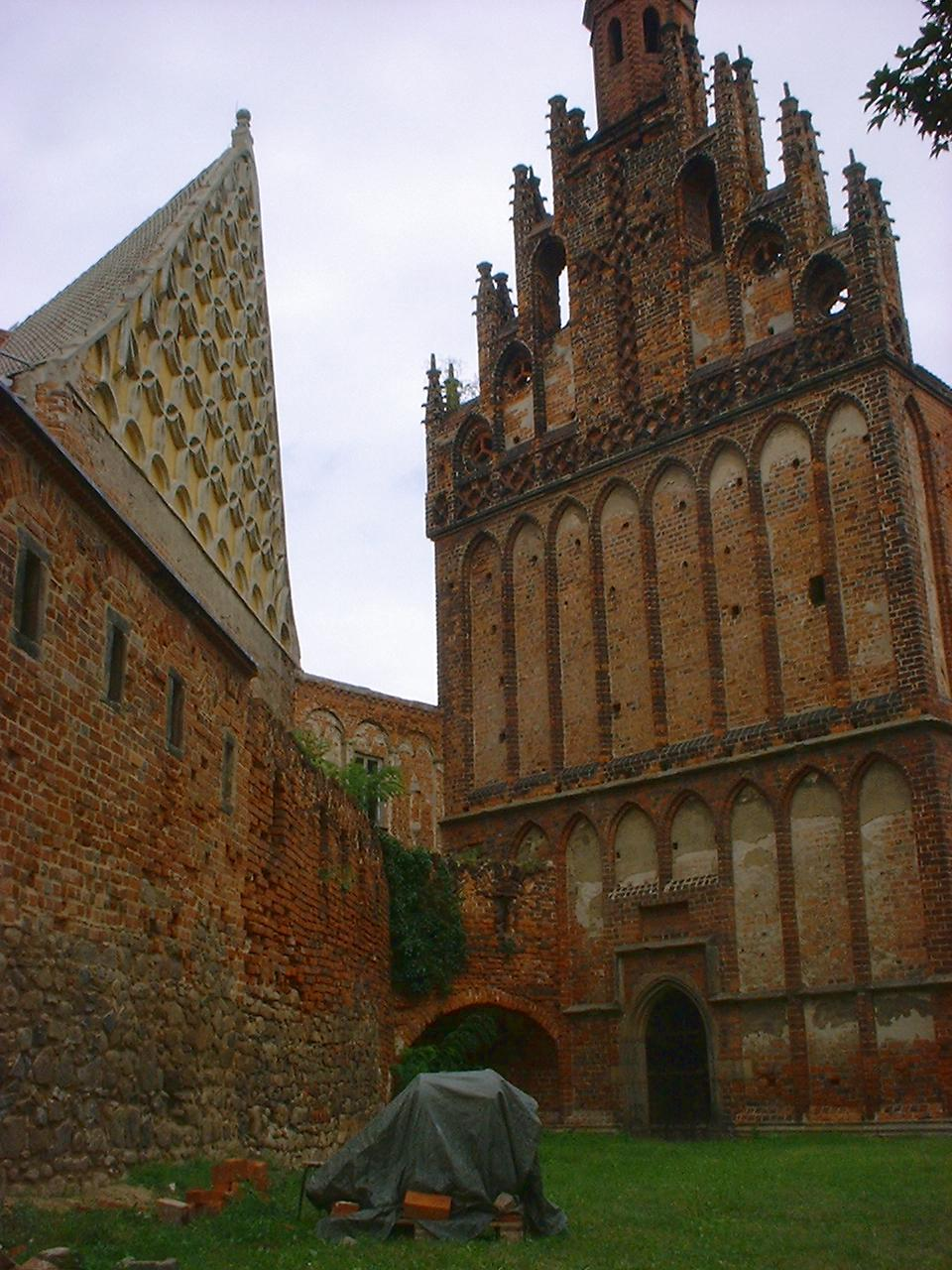
Kloster Marienstern

- Ortens nunnekloster, Kloster Marienstern, grundades 1248 av cistercienserorden och är i modern tid sedan 2000 åter nunnekloster tillhörande Claretinerorden.
- Prästgården, uppförd 1531, idag Mühlbergs stadsmuseum.
- Villa Güldenstern, uppförd i jugendstil.
- Slottet, första gången omnämnt 1272 som en vattenomgärdad borg, efter en stadsbrand 1545 ombyggt till jaktslott av kurfursten Moritz av Sachsen.
- Den historiska gamla stadskärnan, bland annat med en rekonstruerad postmilsten från Kurfurstendömet Sachsen.
- Minnesmärke över motståndskämpar under nazistdiktaturen, uppfört 1949.
- Väderkvarnen i Kossdorf
- Minnesplats över offren i fånglägren Stalag IV B och Speziallager Nr. 1 Mühlberg.

## Kommunikationer

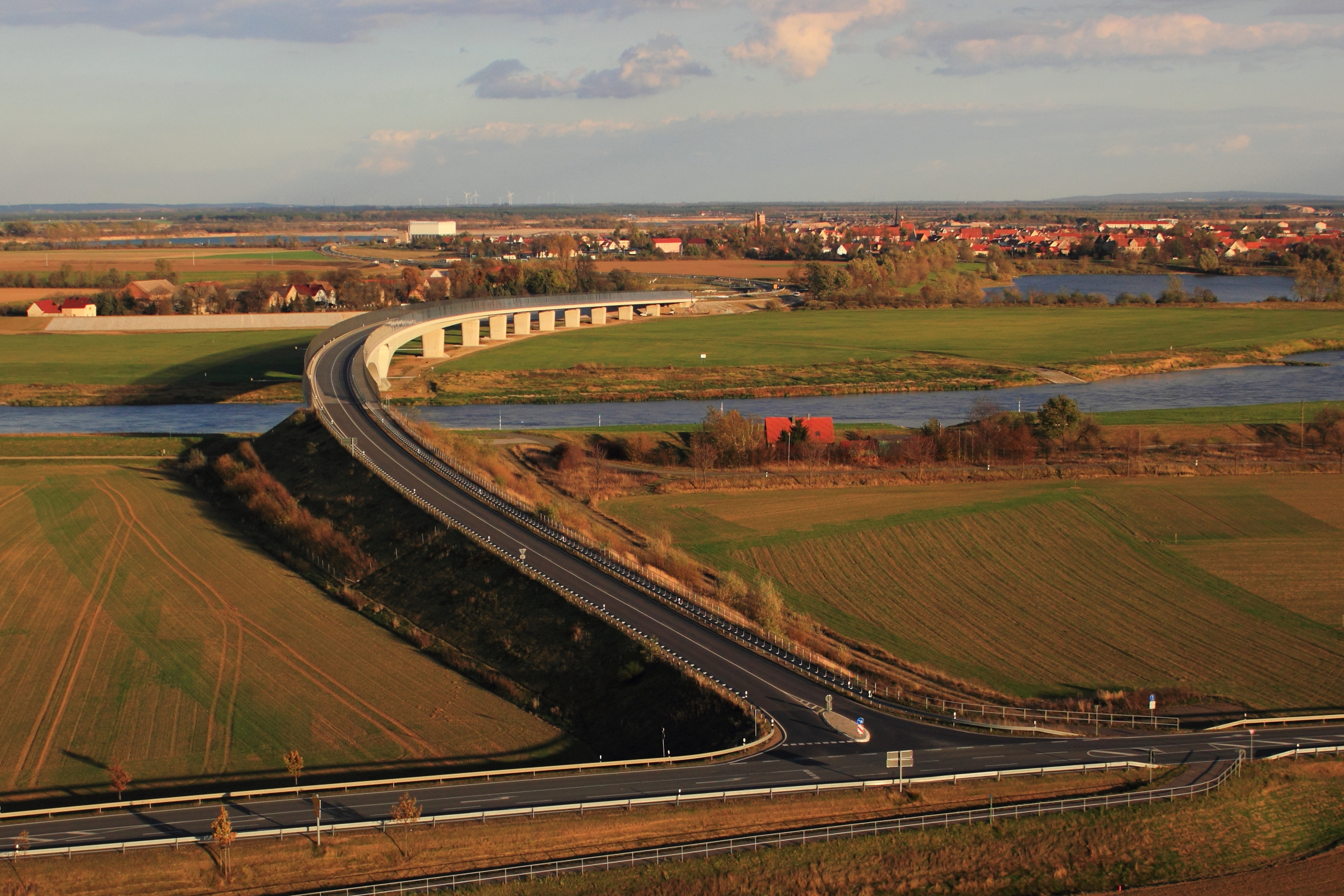
Den moderna landsvägsbron över Elbe med Mühlberg i bakgrunden.

Förbundsvägen Bundesstrasse 182 (Kemberg-Riesa) passerar strax väster om staden på andra sidan Elbe, och förbinds med staden genom en bro, uppförd 2008.  Tidigare fanns här endast en färja, som när bron färdigställdes lades ned.  Färjeläget är idag tekniskt byggnadsminne.
Järnvägen till staden är nedlagd för persontrafik sedan 1960-talet.  Ett försök att återuppta begränsad trafik 2007 avslutades på grund av låga passagerartal.

## Kända stadsbor
- Wilhelm Hasemann (1850-1913), konstnär och illustratör.
- Peter Eichhorst (1943-2008), tysk-amerikansk datavetare och mjukvarupionjär.
- Michael Gundermann (född 1945), konstnär, grafiker.